# Río Cañas (Añasco)
Río Cañas es un barrio ubicado en el municipio de Añasco en el estado libre asociado de Puerto Rico. En el Censo de 2010 tenía una población de 300 habitantes y una densidad poblacional de 74,54 personas por km².

## Geografía
Río Cañas se encuentra ubicado en las coordenadas 18°14′57″N 67°7′25″O / 18.24917, -67.12361. Según la Oficina del Censo de los Estados Unidos, Río Cañas tiene una superficie total de 4.02 km², de la cual 4.02 km² corresponden a tierra firme y (0.06%) 0 km² es agua.

## Demografía
Según el censo de 2010, había 300 personas residiendo en Río Cañas. La densidad de población era de 74,54 hab./km². De los 300 habitantes, Río Cañas estaba compuesto por el 83.33% blancos, el 8.67% eran afroamericanos, el 1% eran amerindios, el 3.67% eran de otras razas y el 3.33% pertenecían a dos o más razas. Del total de la población el 100% eran hispanos o latinos de cualquier raza.